# Тетевен
Тѐтевен (стари форми от местния диалект Тѐтевене или Тѐтьовене) е град в област Ловеч, Централна Северна България. Той е административен и стопански център на едноименната община Тетевен. Населението на града към 2021 г. е 7850 жители, което го прави четвъртото по големина населено място в областта.
Сгушен в полите на Стара планина, градчето предлага многобройни природни забележителности през цялата година. Заобиколен е от 5 върха- Петрахиля, Хайдушка поляна, Трескавец, Червен и Острич. Коритото на река Бели Вит лъкатуши през града описвайки лък / тетива/, откъдето идва и името на града. 
По данни на ГРАО към 15 март 2024 г. в града живеят 8790 души по настоящ адрес и 9720 души по постоянен адрес.

## География
Тетевен се намира в планински район, в долината на река Вит, между две части на Стара планина – Златишко-Тетевенската и Васильовската планина. Обграден е от върховете Петрахиля, Трескавец, Острич и Червен. Градът се намира на 70 km от областния център Ловеч, на 60 km от Троян, на 111 km от столицата София, на 238 km от Пловдив, на 362 km от Варна и на 355 km от Бургас.
Надморската височина на територията на Тетевен и околията варира от 340 до 2100 метра, а в центъра е 415 м. Климатът е умерено-континентален със сравнително мека зима и прохладно лято.
Териториалната площ на община Тетевен възлиза на около 697 km², което представлява 16,86% от територията на област Ловеч.

## История
Тетевенският край е бил населен още от най-древни времена, а първите предметни доказателства за това датират ранножелязната епоха. На връх Трескавец (1051 м н.в.) е намерена керамика от тази епоха, от XII – XI век пр. Хр. или преди 3200 г. Изследването е направено през 2008 г. със съдействието на Община Тетевен от проф. Иван Иванов и доц. Лилко Доспатлиев. Едни от първите обитатели на местността са траките от племето серди. За пръв път името Тетевен се споменава в открит писмен материал от 1421 година. Смята се, че името произлиза от Тетьовия род, заселил се по тези земи и основал града (който в по-ранни писмени материали се среща под името Тетювен или Тетювене). Според други мнения името на града произлиза от думата „тетива“, тъй като градът е опънат като тетива на лък по протежението на река Вит. През XVI – XVII век Тетевен е в разцвета си, жителите се множат, а търговията процъфтява. В града се развиват 27 вида занаяти, а тетевенските търговци кръстосват Европа и Азия. Градът носел прозвището „Алтън Тетевен“ (Златният Тетевен).
През 1801 г. Тетевен е нападнат от кърджалии и почти напълно опустошен и изпепелен. От 3000 къщи в града остават само четири. Градът успява да се издигне от руините и през 50 – 60-те години на XIX век е един от занаятчийските центрове на България. През този период се развиват следните занаяти – абаджийство, кожухарство, резбарство. Градът е притежавал статут на вакъфско селище. През 1871 г. Васил Левски основава в близкото до Тетевен село Гложене един от най-многочислените частни революционни комитети, а след това основава комитет и в Тетевен. След обира при Арабаконак, който е по инициатива на членове на Тетевенския и Етрополския комитет, след предателството и показанията на много от тях Тетевенският и другите комитети от региона са разгромени; мнозина са арестувани и изпратени в Диарбекир. Много тетевенци се включват в различни чети в борбата за освобождение и в Опълчението през Руско-турската война.
След погрома на Априлското въстание през 1876 г. българина Въльо Стоилов Мечката от Тетевен, предава апостола Георги Бенковски, отец Кирил, Захари Стоянов и Стефо Далматинеца на турците. Според предварително уговорения с турците план Въльо е превел бунтовниците по специално построеното за целта мостче в местността Костина, близо до село Рибарица, Тетевенско. Легендарният войвода Георги Бенковски е застрелян на място, отец Кирил е ранен и заловен. Захари Стоянов се спасява по чудо като скача в реката и течението го отнася.
Известен е цитатът на патриарха на българската литература Иван Вазов – „Ако не бях дошъл в Тетевен и аз щях да бъда чужденец за майка България“.

## Население
Долната таблица показва изменението на населението на града в периода след Втората световна война (1946 – 2021):
| Тетевен                                                                               | Тетевен | Тетевен | Тетевен | Тетевен | Тетевен | Тетевен | Тетевен | Тетевен | Тетевен | Тетевен | Тетевен | Тетевен |
| ------------------------------------------------------------------------------------- | ------- | ------- | ------- | ------- | ------- | ------- | ------- | ------- | ------- | ------- | ------- | ------- |
| година                                                                                | 1946    | 1956    | 1965    | 1975    | 1985    | 1992    | 2001    | 2005    | 2007    | 2009    | 2011    | 2021    |
| население                                                                             | 4817    | 7995    | 9810    | 12 582  | 12 753  | 12 567  | 11 427  | 10 954  | 10 713  | 10 613  | 9806    | 7850    |
| Източници: Национален статистически институт, Citypopulation.de и Pop-stat.mashke.org |         |         |         |         |         |         |         |         |         |         |         |         |

Численост и дял на етническите групи според преброяването на населението през 2011 г.:
|                     | Численост | Дял (в %) |
| Общо                | 9806      | 100,00    |
| Българи             | 8587      | 87,56     |
| Турци               | 9         | 0,09      |
| Цигани              | 482       | 4,91      |
| Други               | 24        | 0,24      |
| Не се самоопределят | 48        | 0,48      |
| Неотговорили        | 656       | 6,68      |

## Политика

### Кметове
- 1991 – Цанко Цанков (СДС) печели на първи тур с 51%.
- 1995 – Васил Петров (Предизборна коалиция (БСП, (БЗНС Александър Стамболийски, ПК Екогласност) печели на втори тур с 48% срещу Венцислав Ненов (ОДС).
- 1999 – Тодор Воев (ОДС плюс) печели на втори тур с 55% срещу Петко Петков (БСП, БЗНС Александър Стамболийски).
- 2003 – Цецка Петкова (БСП) печели на втори тур с 67% срещу Свилен Русинов (ДПС).
- 2007 – Николай Павлов (ГЕРБ) печели на втори тур с 68% срещу Цецка Петкова (БСП).
- 2011 – Милен Ганев Милев (ПП „Земеделски народен съюз“) печели на втори тур с 54% срещу Цецка Петкова (БСП). На 21.03. 2014 г. Милен Милев е отстранен от длъжност. Отсранен е и заместникът му Детелин Пърлев. Срещу тях са повдигнати обвинения.
- 2015 – д-р Мадлена Бояджиева (ГЕРБ) печели на втори тур с 54 % срещу Милен Милев (Народен съюз).
- 2019 – д-р Мадлена Бояджиева (ГЕРБ) печели на втори тур с 63 % срещу Милен Милев (Напред България)
- 2023 – д-р Мадлена Бояджиева (ГЕРБ) печели на втори тур с 58% срещу Милен Милев (ПП Движение напред България).

## Икономика
В Тетевен е развит туризмът. Около града има хижи и почивни станции.
Дърводобивът и дървопреработването са традиционни отрасли.

## Обществени институции

### Читалища и библиотеки
- Читалище „Съгласие 1869“
- Библиотека към читалище „Съгласие 1869“, разполагаща с фонд от 83 597 библиотечни единици
- Център за подкрепа за личностно развитие

### Лечебни заведения
- МБАЛ „Д-р Пешев“ ЕООД, гр. Тетевен

### Детски градини
- ЦДГ № 1 „Васил Левски“
- ЦДГ № 2 „Незабравка“
- ЦДГ № 3 „Детелина“
- ЦДГ № 4 „Радост“

### Училища
- Начално училище „Хаджи Генчо“
- Средно училище „Георги Бенковски“
- Национална професионална гимназия по горско стопанство и дървообработване „Сава Младенов“
- Професионална гимназия по строителство, електротехника и услуги – Тетевен

- Тетевен – центъра
- Къща, обявена за културен паметник
- Бобевската къща (1852), паметник на културата
- Църквата „Вси Светии“, строена 1830 – 1834 г., паметник на културата

## Забележителности
Град Тетевен обединява в себе си красотата на заобикалящата го природа с извисяващите се хълмове и върховете Петрахиля, Острич, Червен и Равни камък (станали свидетели на много исторически събития), прохладния бриз на река Вит, както и духът на отминалите векове, витаещ в множеството културни паметници, възрожденска архитектура и непокътнати от времето обичаи и нрави. Възхитен от гледките, разкрили се пред очите му при неговото посещение в града, Иван Вазов възкликва: „Ако не бях дошъл в Тетевен и аз щях да бъда чужденец на майка България… Много съм бродил, много съм скитал, но не съм видял по-чуден рай“.

### Културни забележителности
- Историческият музей в Тетевен е сред стоте национални туристически обекта на Българския туристически съюз. Работи без почивен ден.
- Хаджииванова къща музей
- Манастир „Свети Илия“ (XIV век)
- Църква „Вси Светии“, осветена през 1846 година[10]
- Черква „Свети Йоан Рилски“, осветена през 2007 година[11]
- Бобевската къща (1852 г.)
- Параклис „Покров Богородичен“ на връх Острич
- Боева могила с паметника в чест на освобождението на града
- Гложенски манастир

### Природни забележителности
- водопад Скока на река Козница

### Върхове

#### Връх Петрахиля
Връх Петрахиля е един от символите на града. Той е висок 1179 м. Най-горната му част бива първа огряна на изгрев слънце, от където произхожда и името му – буквално преведено от гръцки Слънчев камък. При определен ъгъл на слънцестоене върху него се виждат знаци със значителни размери. Някои ги оприличават на букви, други на хурка с вретено.
Според една от легендите за върха, момък на име Димо е задирял мома на име Цвята. Той ѝ свирил песни на кавал, а тя го слушала, запленена от красотата на музиката му. За срещите си с него винаги обличала най-хубавите си дрехи. Един ден той ѝ предложил да му пристане. За да изпита храбростта му, тя му казала, че иска да забие хурката ѝ в скалата на Петрахилия. Той успял да изпълни заръката ѝ, но въжето, с което бил завързан, се скъсало, докато се изкачвал. Момъкът полетял надолу в пропастта и загинал. Хурката девойката останала да напомня завинаги за безсмисления облог на двамата вклюбени.

#### Връх Трескавец
Трескавец е най-труднодостъпният и най-интересният от върховете. Опасан е от всички страни със скална корона с височина до 100 метра, по-достъпен е от изток, откъм днешното село Бабинци. Поради естествената защитеност на върха на него е била изградена крепост, като съоръженията са заемали източната му част. Запазени са основите на две стражеви помещения при източния вход. Източната част на върха има форма на амфитеатър, по чийто южен склон личат тераси, а на дъното му е издълбана водосборна яма, личало е заравняване с камъни. Открити са върхове от стрели и копия, парчета битова керамика, хромел от червен пясъчник.  Крепостта е била използвана като убежище и в по-нови времена: при кърджалийското нападение през 1801 г., през 1877 г., когато турците обстрелвали Тетевен от връх Хайдушка поляна. Западната част на върха с лек наклон се снижава на запад.

#### Връх Острич
Това един от най-известните върхове около град Тетевен, с височина 1069 м. Конусовидната му форма наподобява тази на вулкан и дава името на върха.
Формата на върха е поражда поверието, според което на един старец му се присънва, че на върха изригва вулкан. Стреснат от своя кошмар, той го споделя на попа, който отслужил молебен на върха за умилостивяване на злото и помолил Господ за закрила на града. За да се затисне „греховното чудовище“ жителите донесли камъни от река Вит. Вече повече от 70 години през октомври местни вярващи хора поемат към върха като всеки занася по един речен камък.

#### Връх Червен
Връх Червен е най-високият връх в района на град Тетевен със своите 1221 м. Нарича се така, защото на залез слънце се огрява в червена светлина и сякаш гори. Тук се намира пропастната пещера Ямата с дълбочина 27 м.

##### Боева могила
На 29 октомври 1877 г. на Голата могила, под връх Червен, се е състояло първото сражение между руските войски на генерал Орлов и турския аскер в града. От 30.10.1877 г. Тетевен се счита вече за свободен, а могилата е наречена Боева могила. През 1977 г. на могилата е издигнат голям паметник в чест на 100-годишнината от Освобождението му.

### Планински извори и чешми
Планинските извори и красиви чешми са част от бита на тетевенци. По-известни са „Долната чешма“, „Горната чешма“, „Клиндьово“, „Сондата“, „Син пишур“, „Ключ“, „Калиновото“, „Момина въздишка“, „Бабинци“ и др.

### Забележителности в община Тетевен и в съседство
- Гложенски манастир
- пещера Моровица, над село Гложене, в района на манастира
- пещера Драганчовица, в землището на с. Гложене
- пещера Байовица, в землището на с. Черни Вит
- Рушова пещера (край с. Градежница)
- Съева дупка (край село Брестница)

## Редовни събития
- Есенен панаир
- Празник на Северняшката песен (май)
- Празникът на град Тетевен се отбелязва на 1 ноември – деня на освобождението на града от Османско владичество през 1877 г.
- Дни на планинската вода, проф. Игнат Игнатов, Община Тетевен, 11 юни

## Известни личности

### Родени в Тетевен

#### Преди XX век
- Атанас Некович – общественик
- Баньо Маринов Братанов (1853 – 1879) – революционер
- Васил Петров, наричан Чорбаджи Васил – бояджия, председател на Орханийски частен революционен комитет, заточен в Диарбекир, където умира[15]
- Любомир Бобевски (1878 – 1960) – поет и писател, автор на текстовете на едни от най-популярните български маршове
- Никола Бобевски – занаятчия, делегат на град Тетевен при подписването на Санстефанския мирен договор
- Петко Милев – Страшника (1819 – 1889) – революционер
- Сава Младенов (1845 – 1876) – сподвижник на Васил Левски и четник в Ботевата чета
- хаджи Станьо Врабевски (ок. 1820 – 1879) – председател на местния революционен комитет, заточен в Диарбекир

#### През XX и XXI век
- Вера Найденова – професор, кинокритик, носител на държавна награда "Св. Паисий Хилендарски" 2020
- Иван Унджиев (1902 – 1979) – професор, историк
- Игнат Игнатов – професор, биофизик, създател от 2010 г. на събитието „Дни на планинската вода“ съвместно с община Тетевен, 11 юни
- Изабела Янкова – носителка на световната купа в планинското колоездене при девойките
- Лалка Павлова (1910 - 1986) – народна певица
- Людмила Сланева – актриса, певица и писателка
- Маргарит Цанев (1944 – 1969) – художник
- Михаил Екимджиев – адвокат
- Никола Тихолов (1929 – 2006) – сценарист
- Николай Витанов – професор, академик, доктор на физическите науки, заместник- ректор в Софийския университет „Св. Климент Охридски“ (2015-2023), заместник-министър на науката и образованието в служебното правивителство на Димитър Главчев (2024) и в правителството на Росен Желязков от 2025 г
- Усин Керим (1928 – 1983) – поет

### Починали в Тетевен
- Атанас Мурджев (1875 – 1944) – български революционер
- Георги Бенковски (1843 – 1876) – български революционер
- Христо Спасунин (1923 – 2010) – български поет, планинар и журналист. Почетен гражданин на Тетевен

## Други
На Тетевен е наречена улица „Тетевенска“ в квартал „Бенковски“ в София (Карта).

### Кухня
- Тетевенска саламура – рибена чорба (също подходяща за ракиено мезе), поднася се много люта, кисела и солена. Яде се студена.
- Кротмач – специалитет, направен от кисело мляко и сирене, солен на вкус, прибавят се печени обелени чушки, подходящ за мезе.
- Качамак – народно ястие от царевично брашно, масло и сирене.